# Можайськ (станція)
Можайськ — залізнична станція Смоленського (Білоруського) напрямку Московської залізниці в однойменному місті Можайського району Московської області. За характером основної роботи є дільничною, за обсягом виконуваної роботи віднесена до 2-го класу. Входить до складу Московсько-Смоленського центру організації роботи залізничних станцій ДЦС-3 Московської дирекції управління рухом.
На станції одна висока (острівна між четвертою і першою головною колією) і одна низька (берегова між вокзалом і другою головною колією) платформи, сполучені пішохідним мостом, використовуваним також для переходу через колії з однієї частини міста в іншу, встановлені турнікети на обох платформах.
Станція є кінцевою для 11 пар електропоїздів в сторону Москви і двох — в сторону Вязьми щодня.
Час руху від Москва-Білоруська- 1 година 50 хвилин — 2 години, на експресі — 1 година 35 хвилин.
Станція Можайськ є останньою на Смоленському напрямку, що знаходиться на території Московсько-Смоленського регіону і входить до складу Московсько-Смоленського ДЦС. Наступна станція Бородіно вже у Смоленському регіоні і входить до складу Смоленського ДЦС.